# Trenton (condado de Washington)
Trenton es un pueblo ubicado en el condado de Washington en el estado estadounidense de Wisconsin. En el Censo de 2010 tenía una población de 4732 habitantes y una densidad poblacional de 55,65 personas por km².

## Geografía
Trenton se encuentra ubicado en las coordenadas 43°24′00″N 88°5′42″O / 43.40000, -88.09500. Según la Oficina del Censo de los Estados Unidos, Trenton tiene una superficie total de 85.02 km², de la cual 84.85 km² corresponden a tierra firme y (0.2%) 0.17 km² es agua.

## Demografía
Según el censo de 2010, había 4732 personas residiendo en Trenton. La densidad de población era de 55,65 hab./km². De los 4732 habitantes, Trenton estaba compuesto por el 97.08% blancos, el 0.57% eran afroamericanos, el 0.32% eran amerindios, el 0.57% eran asiáticos, el 0% eran isleños del Pacífico, el 0.27% eran de otras razas y el 1.18% pertenecían a dos o más razas. Del total de la población el 1.37% eran hispanos o latinos de cualquier raza.